# Wyładowanie piorunowe doziemne
Wyładowanie piorunowe doziemne – wyładowanie piorunowe pochodzenia atmosferycznego między chmurą a ziemią składające się co najmniej z jednego udaru.